# Graphiurus platyops
Graphiurus platyops este o specie de rozătoare din familia pârșilor, Gliridae. Se găsește în Africa de Sud, Botswana, Eswatini, Malawi, Mozambic, Zambia și Zimbabwe, unde trăiește printre stânci în zone aflate la altitudini mari. Este o specie destul de comună, în principal nocturnă, iar Uniunea Internațională pentru Conservarea Naturii a clasificat-o ca fiind neamenințată cu dispariția.

## Descriere
Graphiurus platyops este o specie de dimensiune moderată, cu o lungime a capului și a corpului de 95–122 mm și a cozii de 65–98 mm, cântărind 30–53 g. Blana de pe spate este moale, netedă și destul de lungă, având în jur de 10 mm la crupă cu fire marginale de 13 mm. Culoarea dorsală variază de la gri până la o nuanță de maro-cenușiu. Părțile inferioare sunt albe sau crem cu tentă gri și există o linie ascuțită care delimitează joncțiunea dintre coloritul dorsal și cel ventral. Fruntea se potrivește cu culoarea spatelui, dar botul este mai palid. Urechile sunt rotunjite și destul de mari, iar ochii sunt mari. Există o mască vizibilă în jurul ochilor, iar obrajii sunt albi, această culoare extinzându-se într-o bandă până la umeri. Labele picioarelor din spate sunt de obicei albe, dar deasupra pot avea dungi subțiri închise la culoare. Coada are blană scurtă lângă bază și păr mai lung lângă vârf, unde părul poate avea o lungime de până la 30 mm. Este cenușie sau maro-cenușie, pătată cu alb și are vârful alb.

## Răspândire și habitat
Graphiurus platyops este endemică în sudul Africii. Arealul său se extinde prin partea de sud a Malawi, prin Zambia, Zimbabwe, centrul Mozambicului, estul țării Botswana, nord-estul Africii de Sud și nord-vestul țării Eswatini, în special la altitudini mai mari de 600 m. Habitatul său specific este alcătuit din aflorimente stâncoase, grămezi de bolovani și alte tipuri de zone stâncoase, uneori din locuri în care se găsesc speciile Heterohyrax brucei și Procavia capensis. În Mozambic fost găsită în desișuri arbustive dintr-o albie uscată a unui curs de apă, iar în Afrcia de Sud în peșteri.

## Ecologie
Graphiurus platyops trăiește în fisuri și crăpături din locuri stâncoase, craniul său fiind aplatizat pentru a-i permite să treacă prin deschizături înguste. Este în mare parte nocturnă, dar uneori este activă dimineața devreme. Dieta sa este omnivoră și include semințe, părți verzi ale plantelor și insecte, cum ar fi molii. Este un animal solitar și își avertizează pe intruși, izbindu-și coada și emițând sunete de avertizare moi. Dacă intrusul persistă, produce un sunet diferit, mai agresiv și poate izbucni o luptă.

## Stare de conservare
Graphiurus platyops este o specie destul de comună care se găsește într-un habitat adecvat și care nu se confruntă cu vreo amenințare deosebită. Se găsește în câteva arii protejate, iar Uniunea Internațională pentru Conservarea Naturii a clasificat-o ca fiind neamenințată cu dispariția.